# Torah

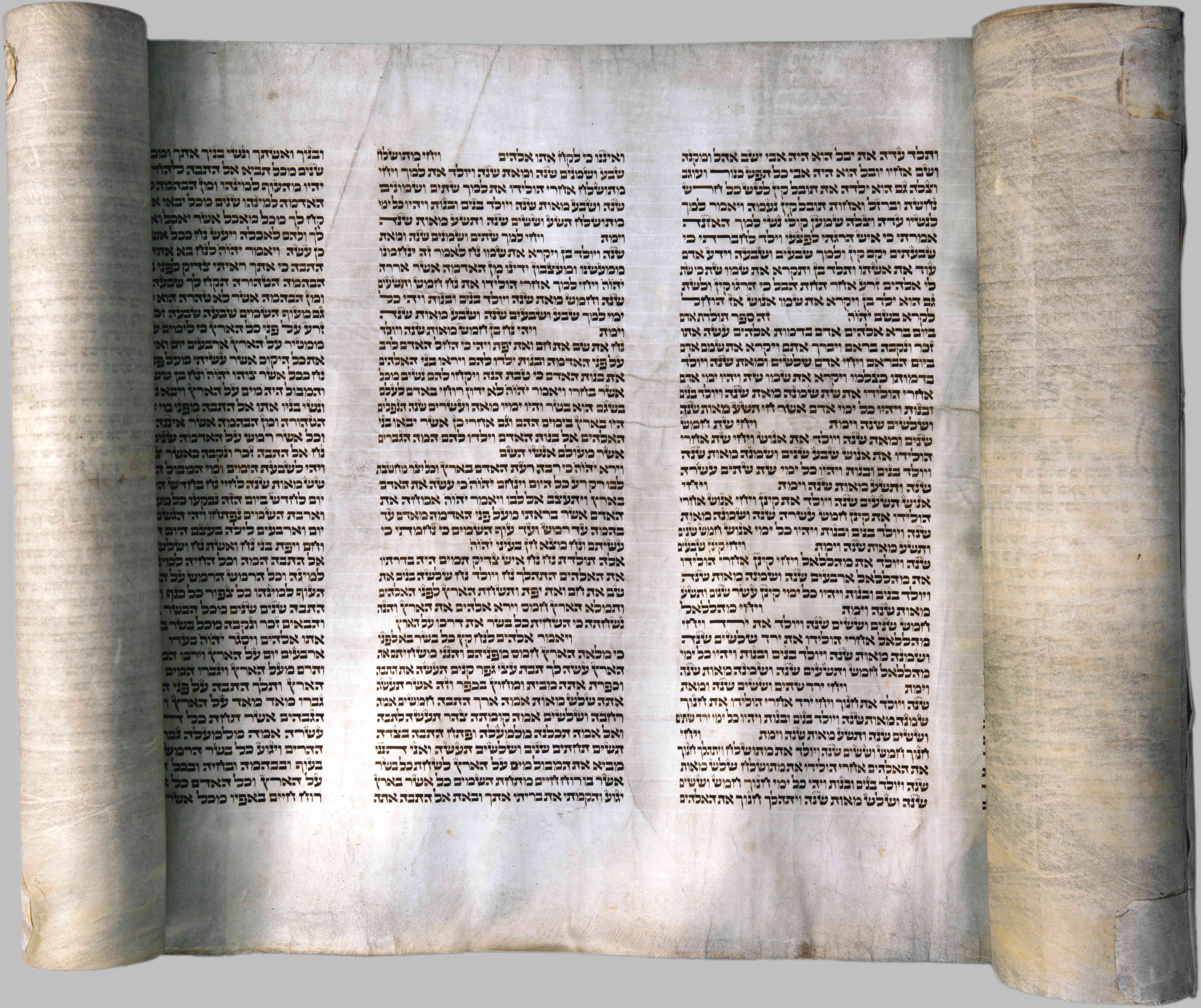
En öppnad Torahrulle (första Moseboken).

Toran (Biblisk Hebreiska תּוֹרָה Tōrā, "Instruktion", "Lärdom" eller "Lag") är sammanställningen av de fem första böckerna i den hebreiska bibeln, nämligen Första Moseboken, Andra Moseboken, Tredje Moseboken, Fjärde Moseboken och Femte Moseboken. Toran är också känd som Pentateuken  eller Moses fem böcker. I rabbinsk judisk tradition är den också känd som den skrivna Toran (תּוֹרָה שֶׁבִּכְתָב, Tōrā šebbīḵṯāv). Om den är avsedd för liturgiska ändamål har den formen av en Torahrulle (Hebreiska ספר תורה Sefer Torah). Om den är i inbunden bokform kallas den Chumash och trycks vanligtvis tillsammans med de rabbinska kommentarerna (perushim).
I rabbinsk litteratur betecknar ordet Tora båda de fem böckerna (תורה שבכתב "Torah som är skriven") och den muntliga Toran (תורה שבעל פה, "Torah som talas"). Det har emellertid också använts för att beteckna hela den hebreiska bibeln. Den muntliga Toran består av tolkningar och utvidgningar som enligt rabbinsk tradition har förts vidare från generation till generation och nu finns beskrivna i Talmud och Midrash. Rabbinsk tradition förstår att alla läror som finns i Toran (både skriftliga och muntliga) gavs av Gud genom profeten Mose, en del vid berget Sinai och andra vid tabernaklet, och alla läror skrevs ner av Mose, vilket resulterade i den Tora som finns idag. Enligt Midrash skapades Toran före världens skapelse och användes som en ritning för skapelsen. Även om det diskuteras hett är den allmänna trenden inom bibelvetenskap att erkänna Torans slutgiltiga form som en litterär och ideologisk enhet, baserad på tidigare källor, till stor del kompletta under den persiska perioden, med möjligen några senare tillägg under den hellenistiska perioden.
Toran är skriven på hebreiska på en bokrulle av en särskilt utbildad skrivare som kallas sofer. Offentlig läsning av Toran sker i synagogor (shul) på måndagsmorgnar och torsdagsmorgnar. Under sabbaten, alltså lördagen, läses ett längre avsnitt ur Toran. I vissa församlingar krävs att minst tio män över tretton år är närvarande för att läsningen ska genomföras. De flesta judiska riktningar i dag accepterar dock att tio vuxna judar, oavsett kön, uppfyller detta krav. Offentlig Toraläsning är en central del av det judiska religiösa och samhälleliga livet.
Toran betraktas även som helig inom andra religioner. Inom samaritanismen används samaritanska Pentateuken, en version av Toran skriven med samarisk skrift, som helig skrift. Inom kristendomen utgör Toran en grundläggande del av Gamla testamentet. Inom islam kallas Toran för Tawrat (arabiska: توراة) och ses som en av de skrifter som Gud uppenbarade för profeterna bland Israels folk.

## Betydelse och namn
Ordet "Torah" på hebreiska härstammar från roten ירה, som i hif'il-böjningen betyder "att vägleda" eller "att undervisa". Betydelsen av ordet är därför "undervisning", "lära" eller "instruktion"; den allmänt accepterade översättningen "lag" ger en felaktig bild. De alexandrinska judar som översatte Septuaginta använde det grekiska ordet nomos, som betyder norm, standard, lära och senare även "lag". Grekiska och latinska biblar började då med seden att kalla Pentateuken (Moseböckerna) för Lagen. Andra översättningssammanhang på engelska inkluderar seder, teori, vägledning eller system.
Termen "Torah" används i bred bemärkelse för att omfatta både den skriftliga och den muntliga lagen inom den rabbinska judendomen. Den syftar till hela det spektrum av auktoritativa judiska religiösa läror som utvecklats genom historien. Detta inkluderar den muntliga Torah, som består av texter som Mishna, Talmud och Midrash, bland andra. En vanlig men förenklad översättning av "Torah" som "lag" kan leda till missförstånd, särskilt i förhållande till det ideal som uttrycks i begreppet talmud torah (תלמוד תורה), det vill säga "studie av Tora". Ordet "Torah" används även för att beteckna hela den hebreiska Bibeln, inte enbart de fem Moseböckerna.
Det tidigaste namnet på den första delen av Bibeln verkar ha varit "Mose Tora". Denna titel finns emellertid varken i själva Toran eller i de litterära profeternas verk före exilen. Det förekommer i Josua och Kungaboken men det kan inte sägas syfta på hela textsamlingen där (enligt akademisk bibelkritik). Däremot är det mycket troligt att dess användning i de post-exiliska verken var avsedd att vara heltäckande. Andra tidiga titlar var "Moses bok"  och "Torans bok", vilket verkar vara en sammandragning av ett mer fullständigt namn, "Guds Toras bok".

### Alternativa namn
Forskare hänvisar vanligtvis till de fem första böckerna i den hebreiska bibeln som ' / ' ( /ˈpɛn.təˌtjuːk/ , PEN - tə - tewk ; PEN Antik grekiska πεντάτευχος, pentáteukhos, 'fem skriftrullar'), en term som först användes i den hellenistiska judendomen i Alexandria.
"Tawrat" (även Tawrah eller Taurat; Arabiska: توراة) är det arabiska namnet för Toran, som muslimer tror är en islamisk helig bok given av Gud till profeterna och budbärarna bland Israels barn.

## Innehåll

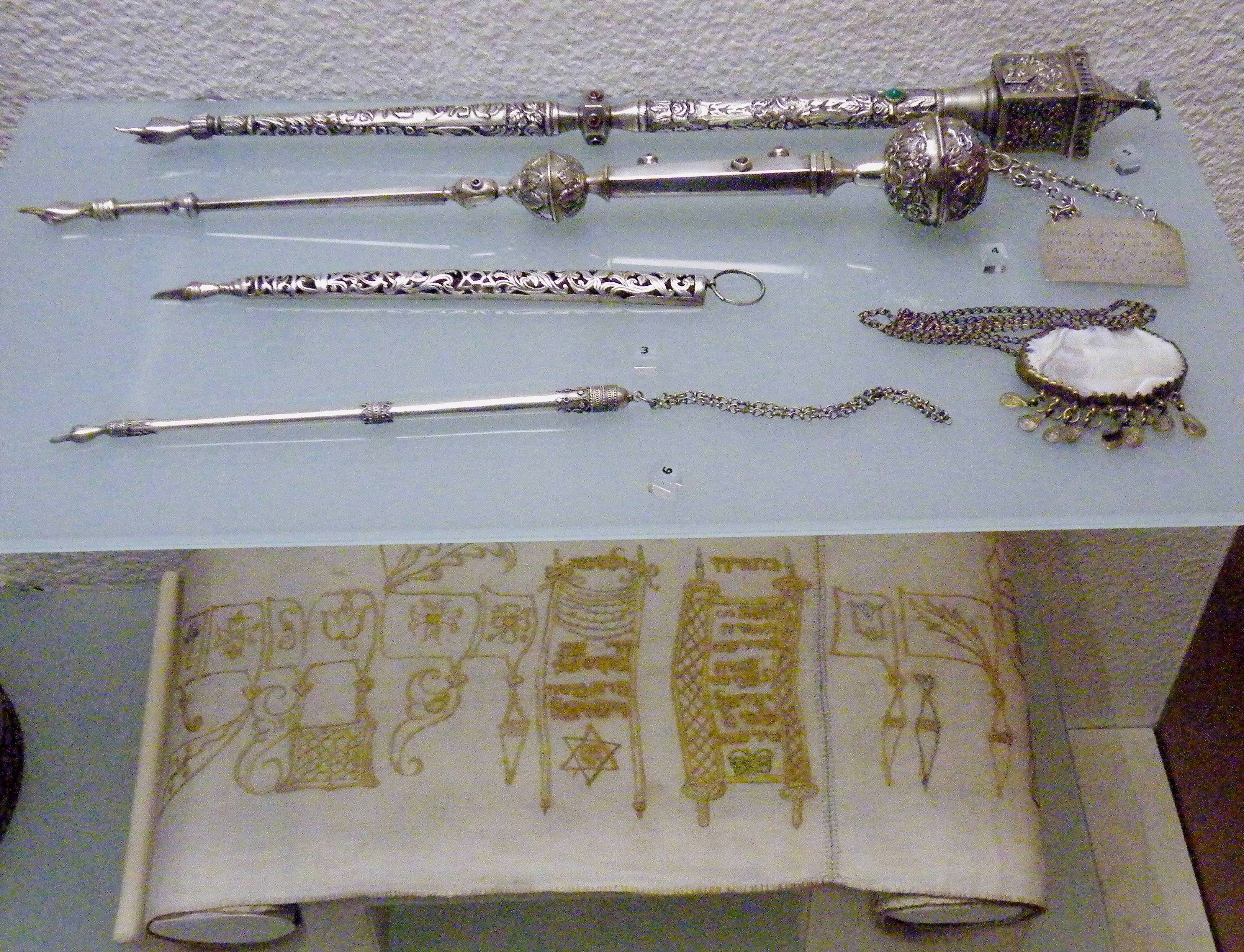
Läspeckar, eller yad, för att säkerställa en mer ordinär läsning av Toran.

Toran inleds med berättelsen om hur Gud skapar världen. Därefter följer skildringen av Israels folks ursprung, deras flytt till Egypten och mottagandet av Toran vid berget Sinai. Berättelsen avslutas med Moses död, kort innan Israels folk går in i det förlovade landet Kanaan. Genom hela berättelsen förekommer även religiösa läror, både i form av uttryckliga föreskrifter, som de tio budorden, och i mer inbäddad form. Ett exempel på det senare är lagarna om påskfirandet, som återfinns i Andra Moseboken kapitel 12 och 13.
På hebreiska identifieras Torans fem böcker av incipiterna i varje bok; och de vanliga engelska namnen för böckerna härstammar från den grekiska Septuaginta.  och återspegla det väsentliga temat i varje bok:
- Bəreshit (בְּרֵאשִׁית, bokstavligen "I begynnelsen")— Genesis, från Γένεσις (Génesis, "Skapelsen")
- Shəmot (שְׁמוֹת, bokstavligen "Namn") - Exodus, från Ἔξοδος ( Éxodos, "Utgång")
- Vayikra (וַיִּקְרָא, bokstavligen "Och han kallade") - Leviticus, från Λευιτικόν ( Leuitikón, "Angående leviterna")
- Bəmidbar (בְּמִדְבַּר, bokstavligen "I öknen [av]") - Numbers, från Ἀριθμοί ( Arithmoí, "Siffror")
- Dəvarim (דְּבָרִים, bokstavligen "Saker" eller "Ord")— Femte Mosebok, från Δευτερονόμιον ( Deuteronómion, "den andra lagen")

### Första Moseboken
Första Moseboken är den första av de fem böcker som ingår i Toran. Den delas ofta in i två huvuddelar: urhistorien (kapitel 1–11) och förfädershistorien (kapitel 12–50). Urhistorien behandlar frågor om Guds natur och människans relation till sin skapare. Gud skapar en god och ändamålsenlig värld för människan, men när människan syndar och fördärvar skapelsen beslutar Gud att ödelägga världen genom en stor flod. Endast den rättfärdige Noa och hans närmaste familj räddas, som ett led i att återupprätta förhållandet mellan Gud och mänskligheten.
Förfädershistorien beskriver ursprunget till Israels folk, som betraktas som Guds utvalda. På Guds uppmaning lämnar Abraham, en ättling till Noa, sitt hem och reser till landet Kanaan, som han får löfte om av Gud. Han bosätter sig där som främling, vilket också gäller för hans son Isak och sonsonen Jakob. Jakob får senare namnet Israel, och genom sin son Josef leder han sin familj till Egypten. Totalt flyttar 70 personer med sina hushåll. Gud ger dem löften om en framtida storhet.
Första Moseboken avslutas med att Israels folk befinner sig i Egypten, där berättelsen förbereder för Moses och det kommande uttåget. Boken innehåller också flera viktiga förbund mellan Gud och människan. Dessa förbund minskar gradvis i omfattning, från det universella förbundet med Noa till det specifika förbundet med Abrahams ättlingar genom Isak och Jakob.

### Exodus
Andra Moseboken är den andra boken i Toran och följer direkt efter Första Moseboken. Den skildrar hur de forntida israeliterna, under Guds ledning, lämnar slaveriet i Egypten. Gud, som i denna text benämns Jahve, har utvalt Israel till sitt folk. För att befria dem riktar Jahve en serie plågor mot Egypten, vilket leder till att farao slutligen går med på att släppa israeliterna fria.
Under ledning av profeten Mose färdas folket genom öknen till berget Sinai. Där sluter de ett förbund med Jahve, som i gengäld lovar dem Kanaans land, ofta kallat det förlovade landet. Som en del av förbundet får israeliterna lagar och föreskrifter, samt detaljerade instruktioner för hur ett tabernakel ska byggas. Tabernaklet utgör platsen där Jahve symboliskt bor mitt ibland dem. Genom detta heliga närvaro ska han leda folket vidare, både i strid om landet och i etableringen av framtida fred.
Andra Moseboken har traditionellt tillskrivits Mose som författare. Modern forskning anser dock att boken i sin ursprungliga form tillkom under den babyloniska exilen på 500-talet före vår tideräkning. Den baserades då på äldre skriftliga och muntliga traditioner. Den slutliga redigeringen tros ha skett under den persiska perioden, efter exilen, omkring 400-talet före vår tideräkning.
Bibelforskaren Carol Meyers framhåller i sin kommentar till Andra Moseboken att den sannolikt är den mest betydelsefulla boken i hela Bibeln. Hon menar att boken tydligt uttrycker kärnaspekterna av Israels identitet. Dessa innefattar kollektiva minnen av ett förflutet fyllt av prövningar och flykt, ett förbund med Gud som valde Israel som sitt folk, samt grunderna för gemenskapens liv och de normer som krävs för att upprätthålla detta.

### Tredje Moseboken
Tredje Moseboken börjar med instruktioner till israeliterna om hur man använder tabernaklet, som de just hade byggt (3 Mosebok 1–10). Detta följs av regler om rent och orent (3 Mosebok 11–15), vilket inkluderar lagarna om slakt och djur som är tillåtna att äta (se även: Kashrut), försoningsdagen (3 Mosebok 16) och olika moraliska och rituella lagar som ibland kallas helighetslagen (3 Mosebok 17–26). Tredje Moseboken 26 ger en detaljerad lista över belöningar för att följa Guds bud och en detaljerad lista över straff för att inte följa dem. Tredje Moseboken 17 fastställer offer vid tabernaklet som en evig förordning, men denna förordning ändras i senare böcker där templet är den enda platsen där offer är tillåtna.

### Tal

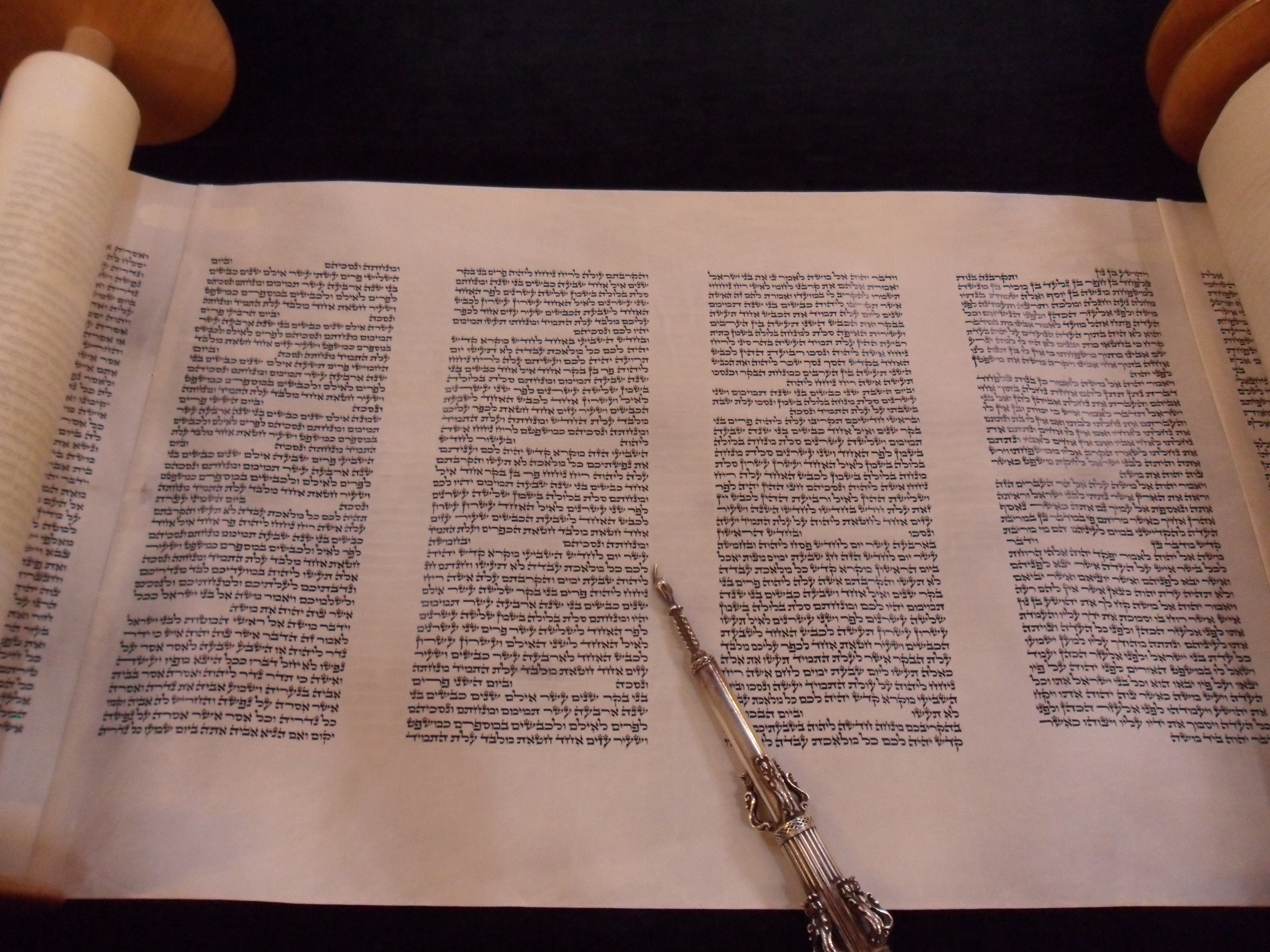
En öppnad Torahrulle (delen av Numbers bok) och en läspekare (yad).

Numbersboken är Torans fjärde bok. Boken har en lång och komplex historia, men dess slutliga form beror troligen på en prästerlig redigering av en jahwistisk källa som gjordes någon gång under den tidiga persiska perioden (400-talet f.Kr.). Bokens namn kommer från de två folkräkningar som gjordes bland israeliterna.
Fjärde Moseboken börjar vid berget Sinai, där israeliterna har fått sina lagar och förbund från Gud och Gud har bosatt sig bland dem i helgedomen. Uppgiften framför dem är att ta det förlovade landet i besittning. Folket räknas och förberedelser görs för att återuppta sin marsch. Israeliterna påbörjar resan, men de "mumlar" över svårigheterna längs vägen och över Moses och Arons auktoritet. För dessa handlingar förintar Gud ungefär 15 000 av dem på olika sätt. De anländer till Kanaans gränser och skickar ut spioner in i landet. När israeliterna hörde spionernas fruktansvärda rapport om förhållandena i Kanaan vägrade de att ta det i besittning. Gud dömer dem till döden i öknen tills en ny generation kan växa upp och utföra uppgiften. Boken avslutas med den nya generationen israeliter på "Moabs slätter" redo för att korsa Jordanfloden.
Fjärde Moseboken är kulmen på berättelsen om Israels uttåg från förtrycket i Egypten och deras resa för att ta i besittning det land som Gud lovade deras fäder. Som sådan avslutar den de teman som introduceras i Första Moseboken och som utspelar sig i Andra Moseboken och Tredje Moseboken: Gud har lovat israeliterna att de ska bli en stor (dvs. talrik) nation, att de ska ha en särskild relation med Jahve, sin gud, och att de ska ta Kanaans land i besittning. Fjärde Moseboken visar också vikten av helighet, trofasthet och tillit: trots Guds närvaro och hans präster saknar Israel tro och landets besittning lämnas till en ny generation.

### Femte Moseboken
Femte Moseboken är Torans femte bok. Kapitel 1–30 i boken består av tre predikningar eller tal som Mose höll till israeliterna på Moabs slätter, strax innan de inträder i det förlovade landet. Den första predikan återberättar de fyrtio år av ödemarksvandringar som lett fram till det ögonblicket, och avslutas med en uppmaning att följa lagen (eller lärorna), senare kallad Moses lag ; den andra påminner israeliterna om behovet av att följa Jahve och de lagar (eller läror) han har gett dem, på vilka deras besittning av landet är beroende; och den tredje erbjuder trösten att även om Israel skulle visa sig otroget och därmed förlora landet, kan allt återställas med omvändelse. De fyra sista kapitlen (31–34) innehåller Moses sång, Moses välsignelse och berättelser som återger hur ledarskapet övergick från Moses till Josua och slutligen Moses död på berget Nebo.
Presenterad som Moses ord före erövringen av Kanaan, ser en bred enighet bland moderna forskare dess ursprung i traditioner från Israel (norrriket) som fördes söderut till Juda kungarike i kölvattnet av den assyriska erövringen av Aram (700-talet f.Kr.) och sedan anpassades till ett program av nationalistisk reform under Josias tid (sent 700-tal f.Kr.), med den slutliga formen av den moderna boken som framträdde i miljön av återkomsten från den babyloniska fångenskapen under slutet av 500-talet f.Kr. Många forskare ser boken som en återspegling av den levitiska kastens ekonomiska behov och sociala status, vilka tros ha bidragit med dess författare; dessa sannolika författare kallas gemensamt för Deuteronomisten.
En av dess viktigaste verser är Femte Mosebok 6:4, Shema Yisrael, som har blivit det definitiva uttrycket för judisk identitet : "Hör, Israel: L Gud, L  en." Verserna 6:4–5 citerades också av Jesus i Markus 12:28–34  som en del av det stora budet.

## Sammansättning
Talmud anger att Toran skrevs av Mose, med undantag för de sista åtta verserna i Femte Moseboken, som beskriver hans död och begravning, vilka skrevs av Josua. Enligt Mishna är en av judendomens grundläggande principer att Gud överförde Torans text till Mose under de 40 år som israeliterna var i öknen och Mose var som en skrivare som dikterades och skrev ner alla händelser, berättelser och budord.
Enligt judisk tradition sammanställdes Toran på nytt av Esra under andra tempelperioden. Talmud säger att Esra ändrade den skrift som användes för att skriva Toran från den äldre hebreiska skriften till den "assyriska" skriften, så kallad enligt Talmud, eftersom de tog med sig den från Assyrien. Maharsha säger att Esra inte gjorde några ändringar i själva texten i Toran baserat på Torans förbud mot att göra några tillägg eller strykningar i Toran i Femte Mosebok 12:32.

En vanlig formulering av dokumentärhypotesen.

Däremot avvisar den moderna akademiska konsensusen att det är mosaiskt författarskap och bekräftar att Toran har flera författare och att dess sammansättning ägde rum under århundraden. Den exakta processen genom vilken Toran komponerades, antalet inblandade författare och datumet för varje författare är hett omtvistade. Under större delen av 1900-talet fanns det en vetenskaplig konsensus kring den dokumentära hypotesen, som postulerar fyra oberoende källor, vilka senare sammanställdes av en redaktör: J, den jahwistiska källan, E, den elohistiska källan, P, den prästerliga källan och D, den deuteronomistiska källan. Den tidigaste av dessa källor, J, skulle ha komponerats i slutet av 700-talet eller 600-talet f.Kr.,  med den senaste källan, P, komponerad omkring 500-talet f.Kr.

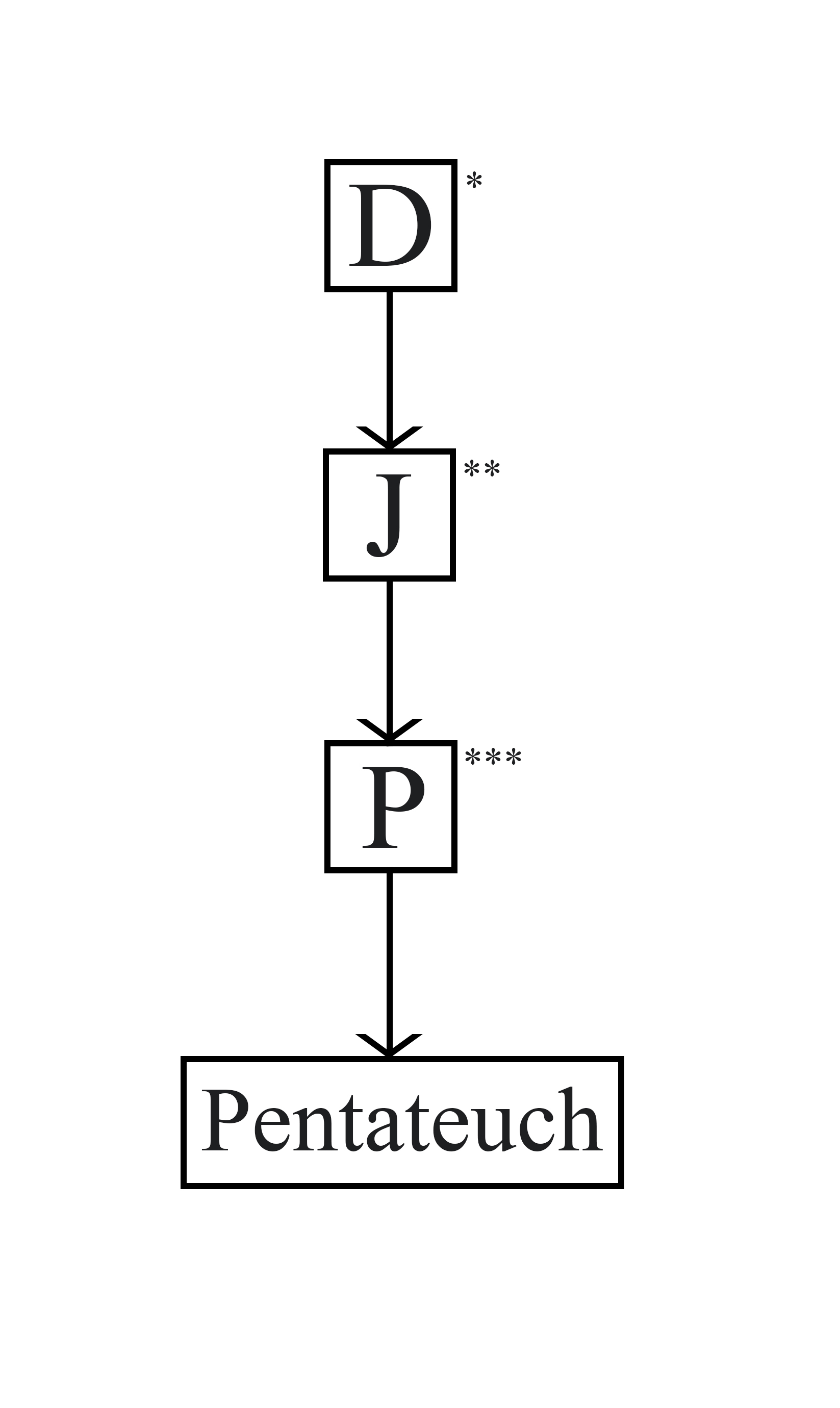
Den kompletterande hypotesen, en potentiell efterföljare till den dokumentära hypotesen.

Konsensus kring den dokumentära hypotesen kollapsade under 1900-talets sista decennier. Grunden lades med undersökningen av ursprunget till de skriftliga källorna i muntliga kompositioner, vilket antydde att skaparna av J och E var samlare och redaktörer och inte författare och historiker. Rolf Rendtorff, som byggde vidare på denna insikt, menade att grunden för Pentateuken låg i korta, oberoende berättelser, som gradvis formas till större enheter och sammanförs i två redaktionella faser, den första Deuteronomiska, den andra Prästerliga. John Van Seters förespråkar däremot en kompletterande hypotes, som menar att Toran härleddes från en serie direkta tillägg till en befintlig samling verk. En "neodokumentaristisk" hypotes, som svarar på kritiken av den ursprungliga hypotesen och uppdaterar den metod som används för att avgöra vilken text som kommer från vilka källor, har bland annat förespråkats av bibelhistorikern Joel S. Baden. En sådan hypotes har fortfarande anhängare i Israel och Nordamerika.
The majority of scholars today continue to recognize Deuteronomy as a source, with its origin in the law-code produced at the court of Josiah as described by De Wette, subsequently given a frame during the exile (the speeches and descriptions at the front and back of the code) to identify it as the words of Moses. However, since the 1990s, the biblical description of Josiah's reforms (including his court's production of a law-code) have become heavily debated among academics. Most scholars also agree that some form of Priestly source existed, although its extent, especially its end-point, is uncertain. The remainder is called collectively non-Priestly, a grouping which includes both pre-Priestly and post-Priestly material.

### Date of compilation
Den slutgiltiga Toran ses allmänt som en produkt av den persiska perioden (539–332 f.Kr., troligen 450–350 f.Kr.). Denna konsensus återspeglar en traditionell judisk syn som ger Esra, ledaren för det judiska samfundet vid dess återkomst från Babylon, en central roll i dess spridning. Många teorier har framförts för att förklara Torans sammansättning, men två har varit särskilt inflytelserika. Den första av dessa, persisk kejserlig auktorisering, framlagd av Peter Frei 1985, innebär att de persiska myndigheterna krävde att judarna i Jerusalem skulle presentera en enda lagsamling som pris för lokal autonomi. Freis teori "demonterades systematiskt" enligt Eskenazi vid ett tvärvetenskapligt symposium som hölls år 2000, men förhållandet mellan de persiska myndigheterna och Jerusalem är fortfarande en avgörande fråga. Den andra teorin, som förknippas med Joel P. Weinberg och kallas "Medborgar-Tempelgemenskapen", menar att berättelsen om Exodus skrevs för att tillgodose behoven hos en judisk gemenskap efter exilismen, organiserad kring templet, vilken i själva verket fungerade som en bank för dem som tillhörde den.
En minoritet av forskare skulle placera den slutliga utformningen av Pentateuken något senare, under den hellenistiska (332–164 f.Kr.) eller till och med hasmoneiska (140–37 f.Kr.) perioden. Russell Gmirkin argumenterar till exempel för en hellenistisk datering på grundval av att de elefantinska papyrierna, uppteckningarna från en judisk koloni i Egypten som dateras från den sista fjärdedelen av 400-talet f.Kr., inte hänvisar till en skriftlig Tora, Exodus eller någon annan biblisk händelse, även om de nämner påskfesten.

## Antagande av Torah-lagen

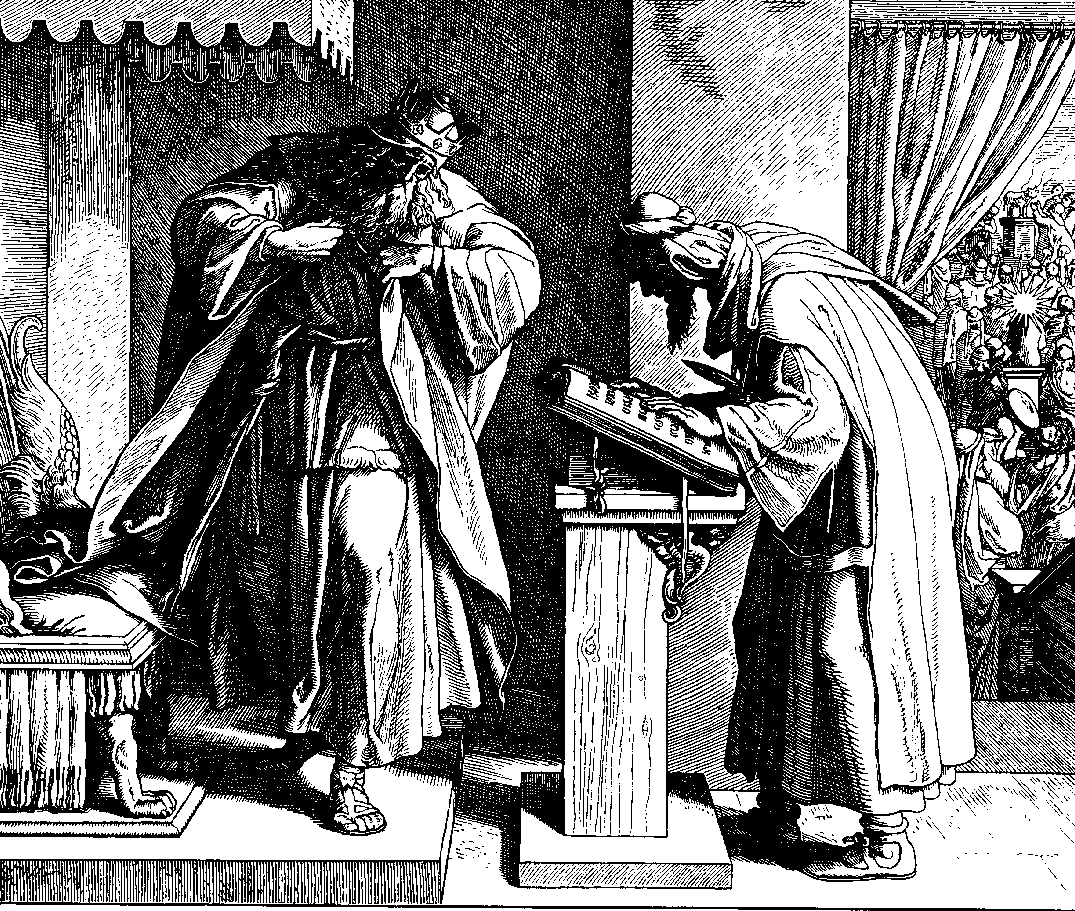
Josia lyssnar på läsningen ur Femte Moseboken (illustration av Julius Schnorr von Carolsfeld).

I sin banbrytande Prolegomena zur Geschichte Israels hävdade Julius Wellhausen att judendomen som en religion baserad på utbredd efterlevnad av Toran och dess lagar först uppstod år 444 f.Kr. när, enligt den bibliska berättelsen i Nehemjas bok (kapitel 8), en prästlig skrivare vid namn Esra läste ett exemplar av den mosaiska Toran inför Judeens befolkning som samlats på ett torg i centrala Jerusalem. Wellhausen ansåg att denna berättelse borde accepteras som historisk eftersom den låter trovärdig och noterade: "Berättelsens trovärdighet framgår av den första anblicken." I Wellhausens efterföljd ansåg de flesta forskare under 1900- och början av 2000-talet  har accepterat att widespread Torah observance began sometime around the middle of the 5th century BCE.
På senare tid har Yonatan Adler hävdat att det faktiskt inte finns några bevarade bevis som stöder uppfattningen att Toran var allmänt känd, ansedd som auktoritativ och tillämpades före mitten av 100-talet f.Kr. Adler undersökte sannolikheten för att judendomen, som den utbredda utövningen av Tora-lagen inom det judiska samhället i stort, först uppstod i Judeen under den hasmoneiska dynastin, århundraden efter Esras förmodade tid. John J. Collins har dock hävdat att Hekataeus av Abdera antecknade att den skriftliga mosaiska lagen redan var "känd och accepterad som det auktoritativa uttrycket för det judiska levnadssättet i början av den hellenistiska perioden". Enligt Collins innebär detta att judar redan höll Toran sedan den persiska perioden.

## Betydelse inom Judendomen

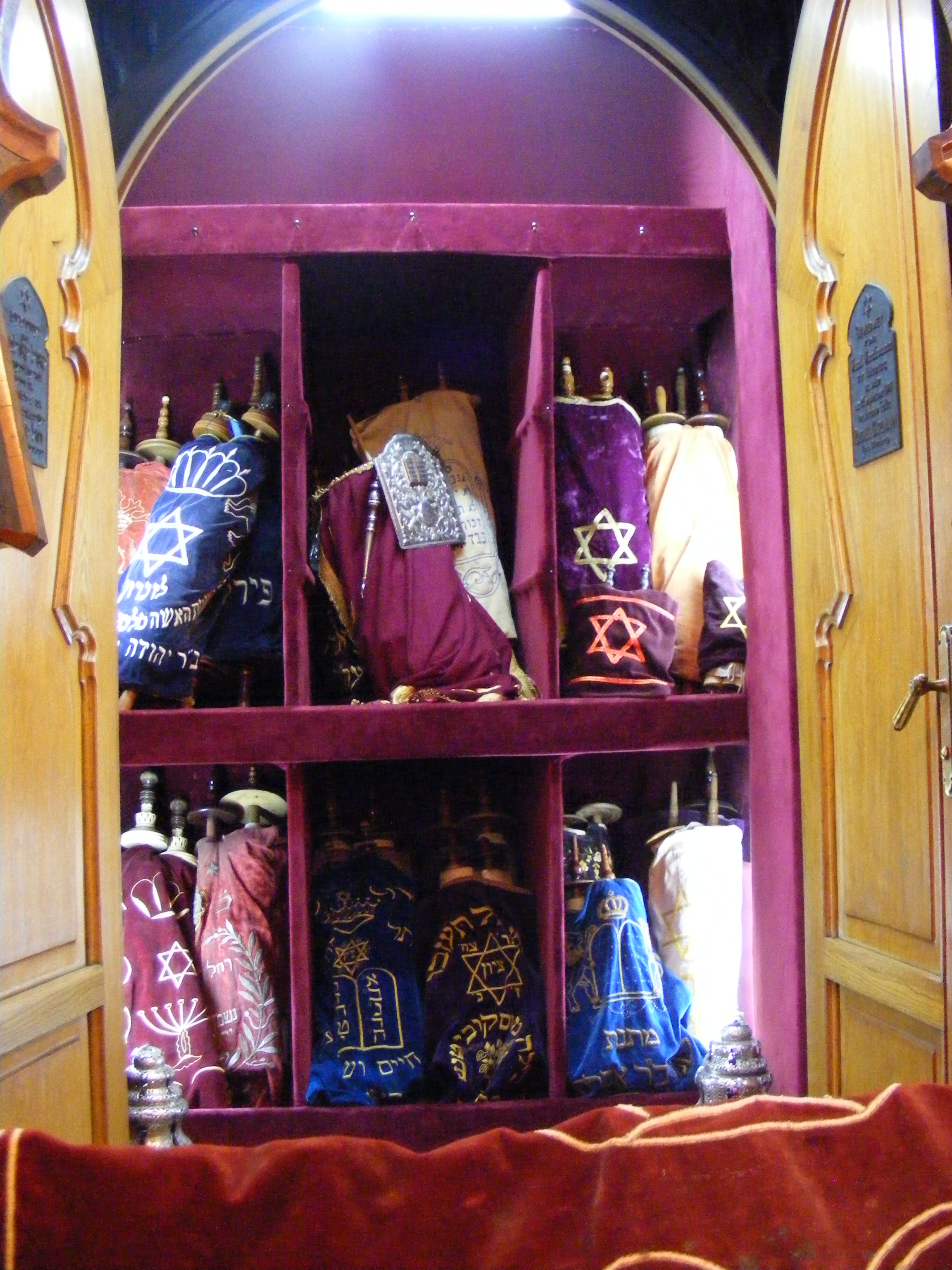
Torahs i Ashkenazi synagoga (Istanbul, Turkiet).

### Traditionella synpunkter på författarskap
Rabbinska skrifter anger att den muntliga Toran gavs till Mose vid berget Sinai, vilket enligt den ortodoxa judendomens tradition inträffade år 1312. f.Kr. Den ortodoxa rabbinska traditionen menar att den skrivna Toran nedtecknades under de följande fyrtio åren, även om många icke-ortodoxa judiska forskare bekräftar den moderna akademiska uppfattningen att den skrivna Toran har flera författare och skrevs under århundraden.
Alla klassiska rabbinska åsikter menar att Toran var helt och hållet mosaisk och av gudomligt ursprung. Nuvarande reformjudiska och liberala judiska rörelser förkastar alla mosaiskt författarskap, liksom de flesta nyanser av konservativ judendom.

### Rituell användning

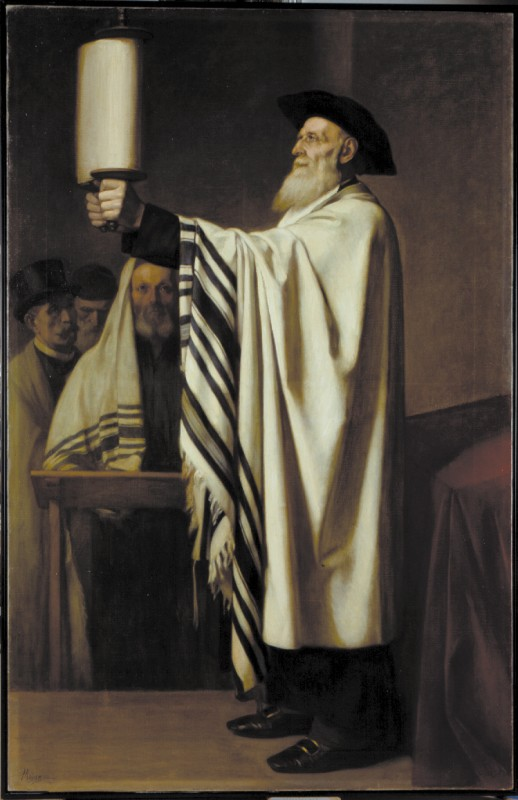
Presentation av Toran, av Édouard Moyse, 1860, Museum of Judic Art and History.

Toraläsning ( Hebrew קריאת התורה, K'riat HaTorah "Läsning [av] Toran") är en judisk religiös ritual som innebär offentlig läsning av en uppsättning avsnitt från en Tora-rulle. Termen hänvisar ofta till hela ceremonin med att ta bort Torah-rullen (eller rullarna) från arken, recitera lämpligt utdrag med traditionell kantilering och återföra rullarna till arken. Det skiljer sig från akademiska Torah-studier.
Regular public reading of the Torah was introduced by Ezra the Scribe after the return of the Jewish people from the Babylonian captivity (ca 537 BCE), as described in the Book of Nehemiah. In the modern era, adherents of Orthodox Judaism practice Torah-reading according to a set procedure they believe has remained unchanged in the two thousand years since the destruction of the Temple in Jerusalem (70 CE). In the 19th and 20th centuries CE, new movements such as Reform Judaism and Conservative Judaism have made adaptations to the practice of Torah reading, but the basic pattern of Torah reading has usually remained the same:
Som en del av morgonbönen på vissa veckodagar, fastedagar och helgdagar, samt en del av eftermiddagsbönen på Shabbat, Yom Kippur, läses ett avsnitt ur Pentateuchen från en Torahrulle. På lördagsmorgnar läses en veckodel ("parashah"), vald så att hela Pentateuken läses i följd varje år. Indelningen av parashot som finns i de moderna Torahrullarna i alla judiska samfund (ashkenaziska, sefardiska och jemenitiska) är baserad på den systematiska listan som tillhandahålls av Maimonides i Mishneh Torah, lagar om tefillin, mezuza och Torahrullar, kapitel 8. Maimonides baserade sin indelning av parashot för Toran på Aleppo Codex. Konservativa och reformerta synagogor kan läsa parashot vart tredje år snarare än ett år. På lördagseftermiddagar, måndagar och torsdagar läses början av följande lördags avsnitt. På judiska helgdagar, början av varje månad och fastedagar läses särskilda avsnitt kopplade till dagen.
Judar firar en årlig högtid, Simchat Torah, för att fira avslutningen och den nya starten på årets läsningscykel.

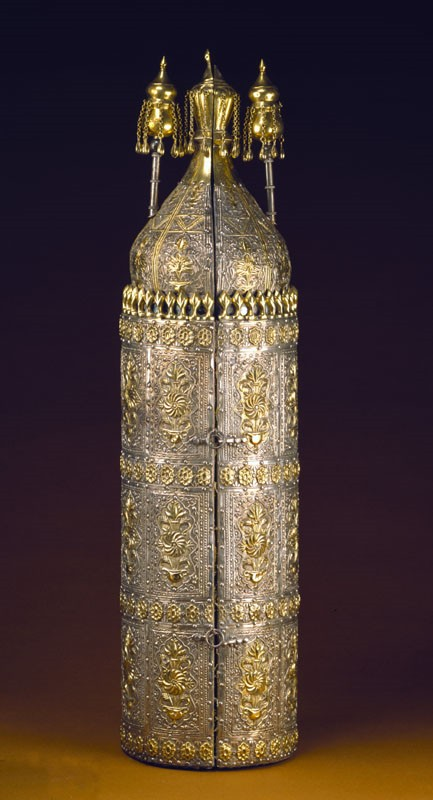
Silver Torah-skåp, Osmanska riket, utställt på Museet för judisk konst och historia.

Torahrullar är ofta klädda med ett skärp, ett särskilt Torah-överdrag, olika ornament och en keter (krona), även om sådana seder varierar mellan synagogor. Församlingsmedlemmar står traditionellt i respekt när Toran tas ut ur arken för att läsas, medan den bärs och lyfts, och likaså när den återförs till arken, även om de kan sitta under själva läsningen.

### Biblisk lag
Toran innehåller berättelser, lagar och etiska uttalanden. Tillsammans kallas dessa lagar, vanligtvis kallade bibliska lagar eller budord, ibland för Moses lag (Torat Moshɛ תּוֹרַת־מֹשֶׁה.), Mosaisk lag eller Sinaitisk lag.

## Den muntliga Toran
Enligt rabbinsk tradition lärde sig Mose hela Toran medan han bodde på berget Sinai i 40 dagar och nätter och att både den muntliga och den skrivna Toran överfördes parallellt med varandra. Där Toran lämnar ord och begrepp odefinierade och nämner procedurer utan förklaring eller instruktioner, är läsaren skyldig att söka efter de saknade detaljerna från kompletterande källor som kallas muntlig lag eller muntlig Tora. Några av Torans mest framträdande budord som behöver ytterligare förklaring är:
- Tefillin: Som anges i bland annat Femte Mosebok 6:8 ska tefillin placeras på armen och på huvudet mellan ögonen. Det finns dock inga detaljer om vad tefillin är eller hur de ska konstrueras.
- Kashrut: Som bland annat anges i 2 Mosebok 23:19 får en killing inte kokas i sin mors mjölk. Förutom många andra problem med att förstå den tvetydiga naturen hos denna lag, finns det inga vokaliseringstecken i Toran; de tillhandahålls av den muntliga traditionen. Detta är särskilt relevant för denna lag, eftersom det hebreiska ordet för mjölk (חלב) är identiskt med ordet för animaliskt fett när vokaler saknas. Utan den muntliga traditionen är det inte känt om överträdelsen ligger i att blanda kött med mjölk eller med fett.
- Sabbatslagar: Med tanke på hur allvarligt ett sabbatsbrott är, nämligen dödsstraffet, skulle man anta att det skulle ges anvisningar om exakt hur ett sådant allvarligt och centralt bud ska upprätthållas. Emellertid dikteras mest information om sabbatens regler och traditioner i Talmud och andra böcker som härrör från judisk muntlig lag.

Enligt klassiska rabbinska texter överfördes denna parallella uppsättning material ursprungligen till Mose vid Sinai, och sedan från Mose till Israel. Vid den tiden var det förbjudet att skriva och publicera den muntliga lagen, eftersom all skrift skulle vara ofullständig och lätt missbrukas.
Efter exil, spridning och förföljelse upphävdes dock denna tradition när det blev uppenbart att skriftlig lag var det enda sättet att säkerställa att den muntliga lagen kunde bevaras. Efter många års ansträngningar av ett stort antal tannaimer skrevs den muntliga traditionen ner omkring år 200 CE av Rabbi Judah ha-Nasi, som började sammanställa en nominellt skriftlig version av den muntliga lagen, Mishna (משנה). Andra muntliga traditioner från samma tidsperiod som inte infördes i Mishnah nedtecknades som Baraitot (extern undervisning) och Tosefta. Andra traditioner skrevs ner som Midrashim.
Efter fortsatt förföljelse skrevs mer av den muntliga lagen ner. Många fler lektioner, föreläsningar och traditioner som bara anspelades på i Mishnahs få hundra sidor, blev de tusentals sidor som nu kallas Gemara. Gemara är skriven på arameiska (specifikt judisk babylonisk arameiska), efter att ha sammanställts i Babylon. Mishnah och Gemara kallas tillsammans Talmud. Rabbinerna i Israels land samlade också sina traditioner och sammanställde dem i Jerusalems Talmud. Eftersom det största antalet rabbiner bodde i Babylon, har den babyloniska Talmud företräde om de två skulle stå i konflikt.
Ortodoxa och konservativa grenar av judendomen accepterar dessa texter som grund för all efterföljande halakha och koder för judisk lag, vilka anses vara normativa. Reform- och rekonstruktionistisk judendom förnekar att dessa texter, eller Toran själv för den delen, kan användas för att bestämma normativ lag (lagar som accepteras som bindande) men accepterar dem som den autentiska och enda judiska versionen för att förstå Toran och dess utveckling genom historien. Humanistisk judendom menar att Toran är en historisk, politisk och sociologisk text, men tror inte att varje ord i Toran är sant, eller ens moraliskt korrekt. Humanistisk judendom är villig att ifrågasätta Toran och att inte hålla med om den, i tron att hela den judiska erfarenheten, inte bara Toran, bör vara källan till judiskt beteende och etik.

## Bokstävernas gudomliga betydelse, judisk mysticism

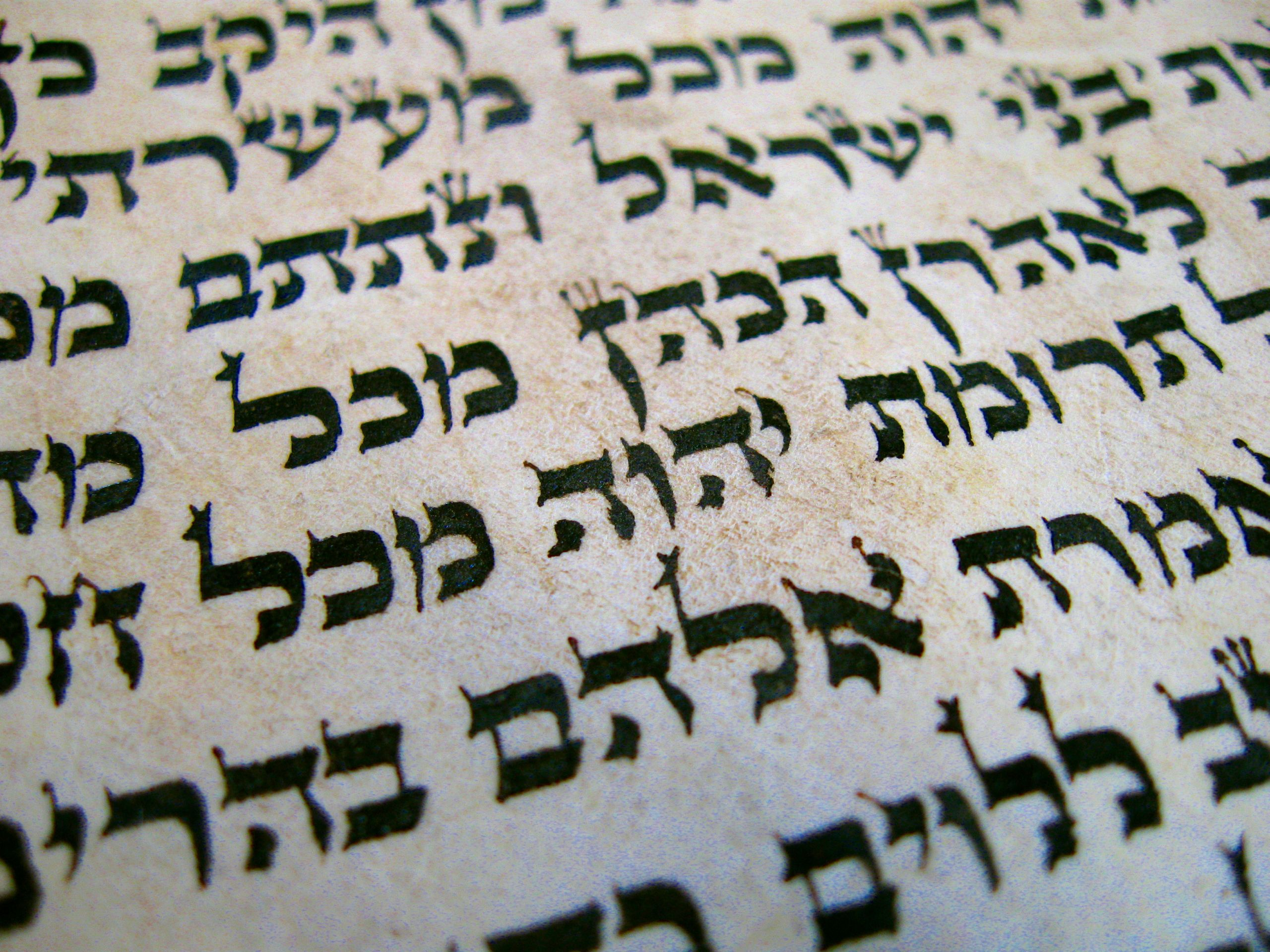
Närbild av Torahrulle som visar en vers från Fjärde Moseboken med tagin -markeringar som dekorerar bokstäver skrivna i Ktav Ashuri.

Kabbalister anser att Torans ord inte bara förmedlar ett gudomligt budskap, utan att de också indikerar ett mycket större budskap som sträcker sig bortom dem. Sålunda menar de att även ett så litet märke som en kotso shel yod (קוצו של יוד), serifen för den hebreiska bokstaven jod (י), den minsta bokstaven, eller dekorativa markeringar, eller upprepade ord, sattes där av Gud för att lära ut mängder av lärdomar. Detta är oavsett om den yod förekommer i frasen "Jag är HERREN din Gud" (אָנֹכִי יְהוָה אֱלֹהֶיךָ, 2 Mosebok 20:2) eller om det förekommer i "Och Gud talade till Mose och sade" ( וַיְדַבֵּר אֱלֹהִים, אֶל-מֹשֶׁה; וַיֹּאמֶר אֵלָיו, אֲנִי יְהוָה. (2 Mosebok 6:2). I liknande anda, Rabbi Akiva (ca 50 – ca 135 CE ), sägs ha lärt sig en ny lag från varje et (את) i Toran (Talmud, traktat Pesachim 22b); partikeln et är meningslös i sig själv och tjänar endast till att markera det direkta objektet. Med andra ord är den ortodoxa tron att även till synes kontextuell text som "Och Gud talade till Mose och sade" ..." är inte mindre heligt och sakralt än själva uttalandet.

## Produktion och användning av en Torahrulle

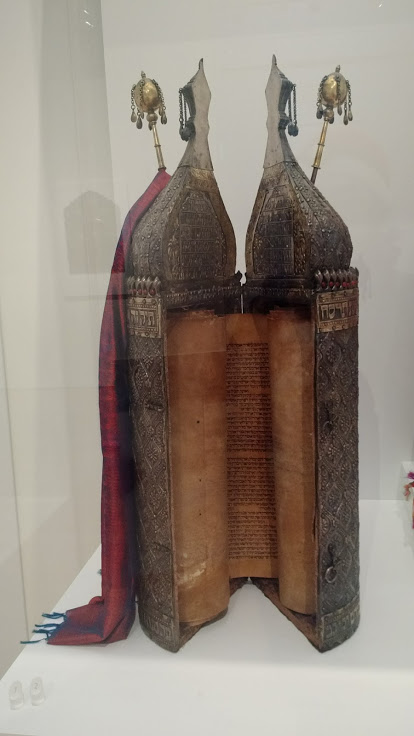
Ett gammalt öppet Torah-fodral med skriftrulle.

Manuskriptbaserade Torahrullar skrivs fortfarande ner och används för rituella ändamål (dvs. religiösa tjänster ); detta kallas en Sefer Torah ("Torah-boken"). De är skrivna med en noggrant utformad metod av högt kvalificerade skrivare. Man tror att varje ord, eller markering, har gudomlig betydelse och att inte en enda del får ändras oavsiktligt för att inte leda till fel. Troheten hos den hebreiska texten i Tanakh, och i synnerhet Toran, anses vara av yttersta vikt, ända ner till sista bokstaven: översättningar eller transkriptioner ogillas för formellt bruk i gudstjänster, och transkribering görs med noggrann omsorg. Ett fel i en enstaka bokstav, ornament eller symbol av de 304 805 stiliserade bokstäverna som utgör den hebreiska Torahtexten gör en Torahrulle olämplig för användning, därför krävs en särskild skicklighet och en rulla tar avsevärd tid att skriva och kontrollera.
Enligt judisk lag är en sefer Torah (plural: Sifrei Torah) en kopia av den formella hebreiska texten handskriven på gevil eller klaf (former av pergament ) med hjälp av en fjäderpenna (eller annat tillåtet skrivredskap) doppad i bläck. En sefer Torah, skriven helt på hebreiska, innehåller 304 805 bokstäver, som alla måste dupliceras exakt av en utbildad sofer ("skrivare"), en ansträngning som kan ta så lång tid som ungefär ett och ett halvt år. De flesta moderna Sifrei Torah är skrivna med fyrtiotvå rader text per kolumn (jemenitiska judar använder femtio), och mycket strikta regler om de hebreiska bokstävernas position och utseende följs. Se till exempel Mishnah Berurah om ämnet. Vilket som helst av flera hebreiska skrifttyper kan användas, varav de flesta är ganska utsmyckade och krävande.
Fullbordandet av Sefer Torah är en anledning till stor firande, och det är en mitzvah för varje jude att antingen skriva eller låta skriva en Sefer Torah åt sig. Torahrullar förvaras i den heligaste delen av synagogan i arken, känd som den "heliga arken" ( אֲרוֹן הקֹדשׁ . aron hakodesh på hebreiska.) Aron på hebreiska betyder "skåp" eller "garderob", och kodesh härstammar från "kadosh" eller "helig".

## Torah-översättningar

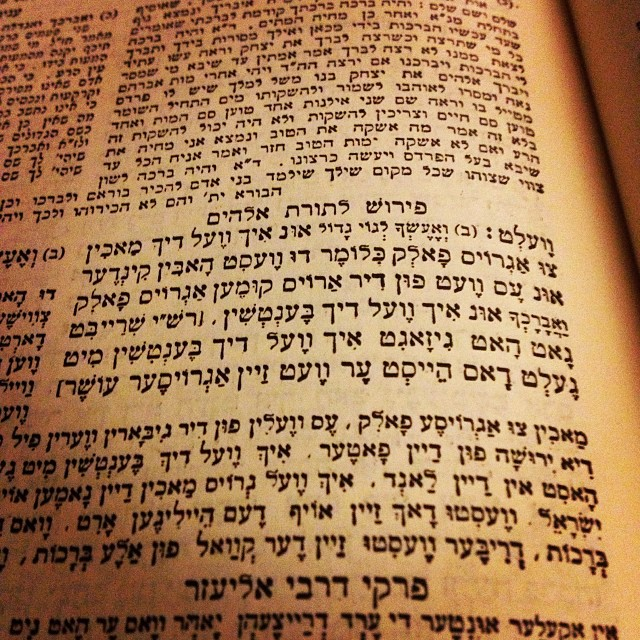
En sida från en Mikraot Gedolot inklusive text på jiddisch.

### Arameiska
Esras bok hänvisar till översättningar och kommentarer av den hebreiska texten till arameiska, det mer allmänt förstådda språket på den tiden. Dessa översättningar verkar dateras till 600-talet f.Kr. Den arameiska termen för översättning är targum. Encyclopedia Judaica har:
| At an early period, it was customary to translate the Hebrew text into the vernacular at the time of the reading (e.g., in Palestine and Babylon the translation was into Aramaic). The targum ("translation") was done by a special synagogue official, called the meturgeman ... Eventually, the practice of translating into the vernacular was discontinued. |

Det finns dock inget som tyder på att dessa översättningar har skrivits ner så tidigt som denna. Det finns förslag om att Targum skrevs ner tidigt, dock endast för privat bruk.
| The official recognition of a written Targum and the final redaction of its text, however, belong to the post-Talmudic period, thus not earlier than the fifth century C.E. |

### Grekiska
En av de tidigaste kända översättningarna av de fem första Moses böckerna från hebreiska till grekiska var Septuaginta. Detta är en koinégrekisk version av den hebreiska bibeln som användes av grekisktalande. Denna grekiska version av de hebreiska skrifterna är från 300-talet f.Kr. och förknippades ursprungligen med hellenistisk judendom. Den innehåller både en översättning av hebreiska och ytterligare och variantmaterial.
Senare översättningar till grekiska inkluderar sju eller fler andra versioner. Dessa finns inte bevarade, förutom som fragment, och inkluderar de av Aquila, Symmachos och Theodotion.

### Latin
Tidiga översättningar till latin – Vetus Latina – var ad hoc-omvandlingar av delar av Septuaginta. Med den helige Hieronymus på 300-talet e.Kr. kom den latinska Vulgata -översättningen av den hebreiska bibeln.

### Arabiska
Från åttonde århundradet e.Kr. blev det kulturella språket för judar som levde under islamiskt styre arabiska snarare än arameiska. "Ungefär vid den tiden började både forskare och lekmän producera översättningar av Bibeln till judisk-arabiska med hjälp av det hebreiska alfabetet." Senare, vid 900-talet, blev det viktigt för en standardversion av Bibeln på judisk-arabiska. Den mest kända producerades av Saadiah (Saadia Gaon, även känd som Rasag), och används fortfarande idag, "särskilt bland jemenitiska judar".
Rav Sa'adia producerade en arabisk översättning av Toran känd som Targum Tafsir och gav kommentarer om Rasags verk. Det råder debatt inom forskningen om huruvida Rasag skrev den första arabiska översättningen av Toran.

### Moderna språk

#### Judiska översättningar
Toran har översatts av judiska lärda till de flesta av de större europeiska språken, inklusive engelska, tyska, ryska, franska, spanska och andra. Den mest kända tyskspråkiga översättningen gjordes av Samson Raphael Hirsch. Ett antal judiska engelska bibelöversättningar har publicerats, till exempel av Artscroll-publications.

#### Kristna översättningar
Som en del av de kristna bibliska kanonerna har Toran översatts till hundratals språk.

## I andra religioner

### Samaritanism

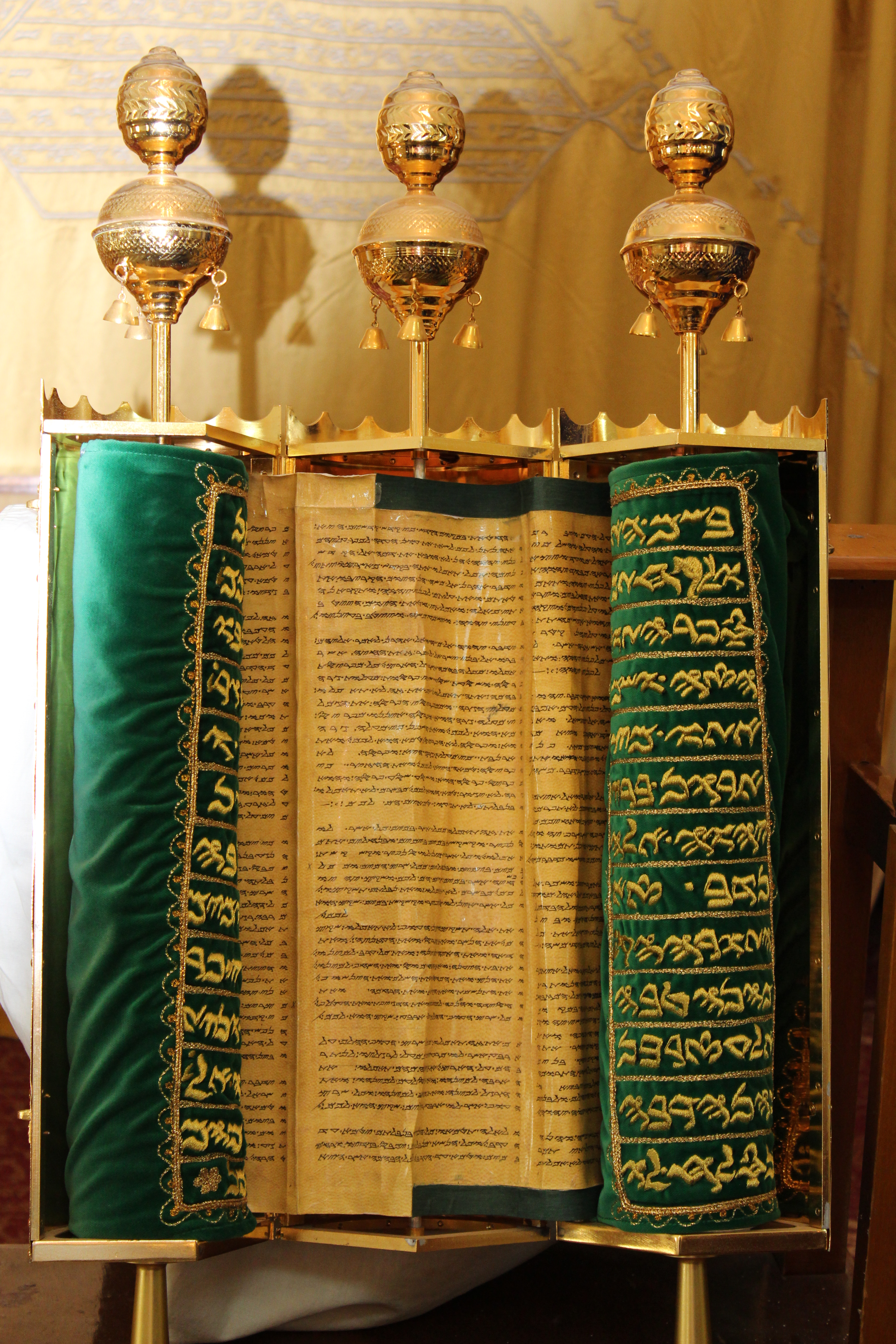
Samaritanska Torah-rullar, Mount Gerizim Samaritan synagoga, vid berget Gerizim.

Den samaritanska Toran (‮ࠕࠫ‎‬ࠅࠓࠡࠄ‎, Tōrāʾ ), även kallad den samaritanska Pentateuken, är den samaritanska skriften, som skiljer sig något från judendomens Tora. Den samaritanska Pentateuken skrevs med den samaritanska skriften, en direkt ättling till det paleo-hebreiska alfabetet som uppstod omkring 600 f.Kr. Det finns cirka 6 000 skillnader mellan den samaritanska och den judiska masoretiska texten, varav de flesta är mindre stavnings- och grammatikvariationer, medan andra innebär betydande semantiska förändringar, såsom det unika samaritanska budet att bygga ett altare på berget Gerissim. Nästan 2 000 textvariationer visar sig vara förenliga med den grekiska Septuaginta på Koine, och vissa med den latinska Vulgatan. Det rapporteras att samariterna översatte sina Pentateuker till arameiska, grekiska och arabiska.

### Kristendomen
Även om olika kristna samfund har något olika versioner av Gamla testamentet i sina biblar, är Toran som "Mose fem böcker" (eller "den mosaiska lagen") vanlig bland dem alla.

### Islam
Islam säger att Toran sändes av Gud. "Tawrat" (Arabiska: توراة) är det arabiska namnet för Toran i dess sammanhang som en islamisk helig bok som muslimer tror är given av Gud till profeter bland Israels barn, och hänvisar ofta till hela den hebreiska bibeln. Enligt Koranen säger Gud: "Det är Han som har uppenbarat boken (Koranen) till er med sanningen, som bekräftar det som kom före den. Och Han uppenbarade Taurat (Toran) och Injeel (evangeliet)." (Q3:3) Muslimerna tror dock att denna ursprungliga uppenbarelse förvrängdes (tahrif) (eller helt enkelt förändrades genom tidens gång och mänsklig felbarhet) över tid av judiska skriftlärda. Toran i Koranen nämns alltid med respekt i islam. Muslimernas tro på Toran, liksom Moses profetskap, är en av islams grundläggande principer.
Den islamiska metodiken för tafsir al-Qur'an bi-l-Kitab (Arabiska: تفسير القرآن بالكتاب) hänvisar till att tolka Koranen med/genom Bibeln. Detta tillvägagångssätt använder kanoniska arabiska versioner av Bibeln, inklusive Toran, både för att belysa och för att ge exegetiskt djup till läsningen av Koranen. Bland framstående muslimska mufassirun (kommentatorer) av Bibeln och Koranen som vävde samman Toran med koraniska texter finns Abu al-Hakam Abd al-Salam bin al-Isbili från Al-Andalus och Ibrahim bin Umar bin Hasan al-Biqa'i.